# Radwa Ashur
Radwa Ashur o Ashour (àrab: رضوى عاشور, Raḍwà ʿĀxūr) (el Caire, Egipte, 1946 – 30 de novembre de 2014) fou una escriptora egípcia especialista en literatura anglesa i afroamericana.
Es va graduar de la Facultat d'Arts de la Universitat del Caire (1967) i té un mestratge en Literatura Comparada per la Universitat del Caire (1972) i un doctorat en Literatura Afroamericana de la Universitat de Massachusetts a Amherst (1975).
Ashur destaca per una abundant producció literària, amb nombroses novel·les, col·leccions d'històries curtes i llibres de crítica literària. De la seva obra destaquen حَجَر دافئ, Ḥajar dāfiʾ (1985, ‘Una pedra calenta’); خديجة وسوسن, Ḫadīja wa-Sawsan (1987, ‘Khadija i Sàwsan’); سراج, Sirāj (1992, ‘Llàntia’); ثلاثية غرناطة, Ṯulāṯiyya Ḡarnāṭa (1994-1995, ‘Trilogia de Granada’: غرناطة, Ḡarnāṭa, 1994, ‘Granada’; مريمة, Maryama, 1995, ‘Maryama’, i والرحيل, Ar-raḥīl, 1995, ‘La partida’); رأيت النخل, Raʾaytu n-naẖl (1987, ‘Vaig veure les palmeres’) i l'autobiogràfica الرحلة: أيام طالبة مصرية في أمريكا, Ar-riḥla: ayyām ṭāliba miṣriyya fī Amrīkā (1983, ‘El viatge: dies d'una estudiant egípcia a Amèrica’).
Per Granada, la primera part de la Trilogía de Granada, va rebre el 1995 el Premi la a millor novel·la de l'any de la Fira del Llibre del Caire.